# Rakuska Grań

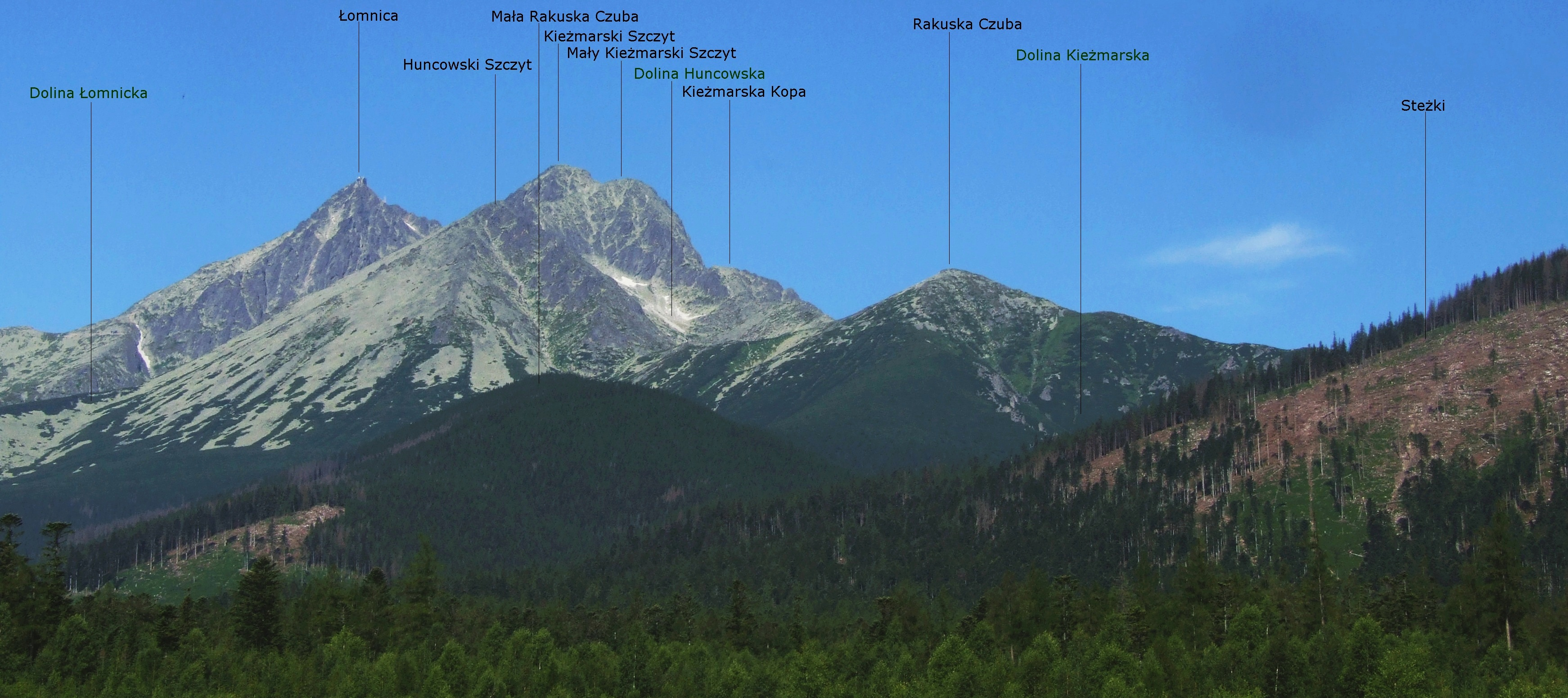
Rakuska Grań od południowo-wschodniej strony

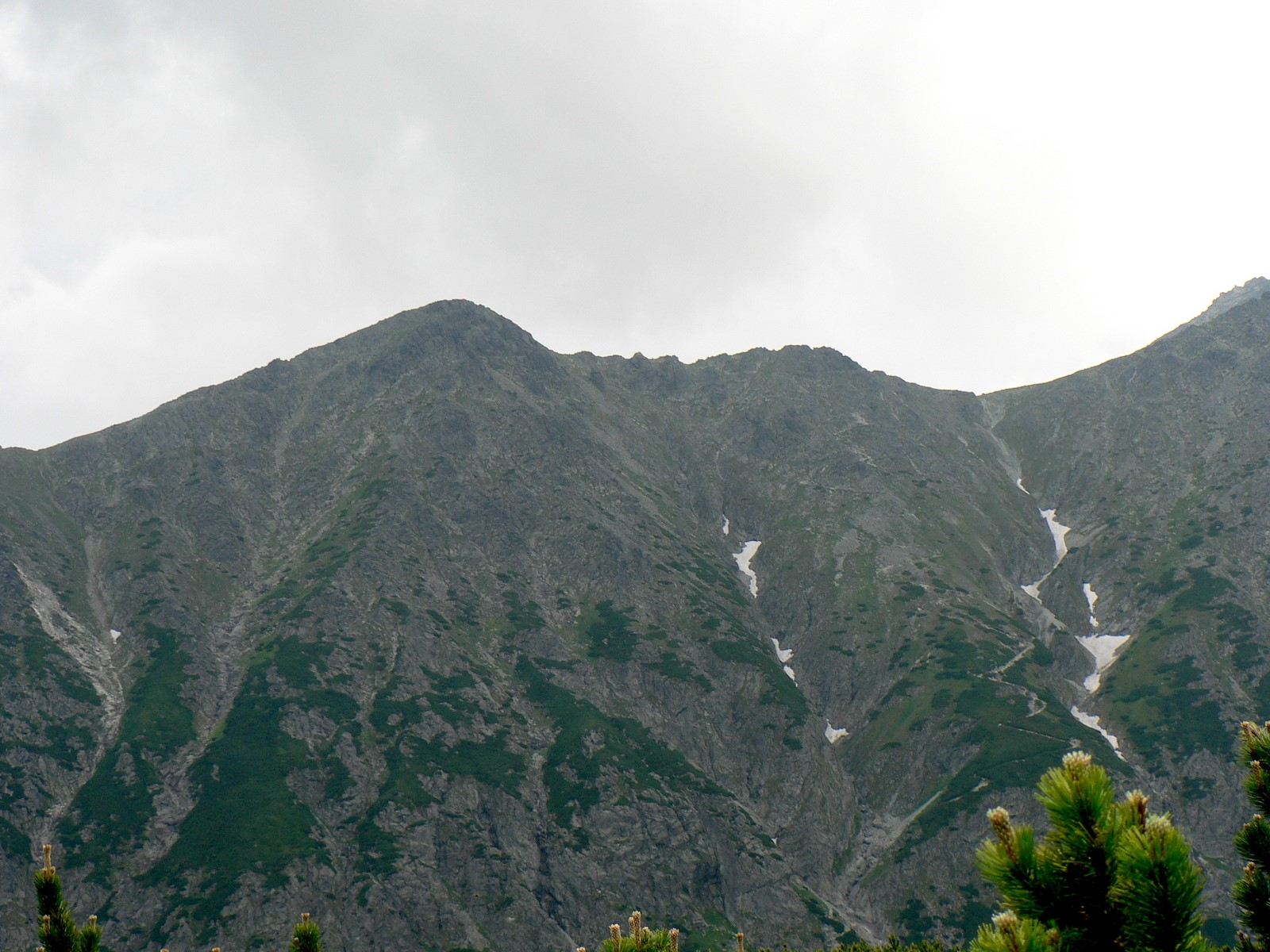
Grań od Rakuskiej Czuby do Rakuskiej Przełęczy

Rakuska Grań – końcowy fragment długiej południowo-wschodniej grani Wyżniego Baraniego Zwornika z Łomnicą i Kieżmarskim Szczytem w słowackich Tatrach Wysokich, ciągnący się od Rakuskiej Przełęczy po Małą Rakuską Kopkę. Początkowo biegnie w północno-wschodnim kierunku, na wierzchołku Rakuskiej Czuby zmienia kierunek na południowo-wschodni. Rakuska Grań oddziela środkową część Doliny Kieżmarskiej od środkowej części Doliny Huncowskiej. Kolejno znajdują się w niej:
- Rakuska Przełęcz (Nižné sedlo pod Svišťovkou, 1995 m),
- Rakuska Kopa (Svišťov hrb),
- Rakuski Przechód (Sedlo pod Svišťovkou, 2023 m),
- Rakuska Czuba (Veľká Svišťovka, 2038 m),
- Niżnia Rakuska Przełęcz (Przełęcz pod Rakuską Czubką, Sedlo pod Malou Svišťovkou, 1521 m),
- Mała Rakuska Czubka (Rakuska Czubka, Mała Rakuska Czuba, Malá Svišťovka, 1558 m),
- Mała Rakuska Kopka (1224 m)[1][3].

Grań kończy się tuż ponad dnem Doliny Kieżmarskiej, naprzeciw Białego Brzegu nad Białą Wodą Kieżmarską. Stoki końcowej części grani to Rakuska Ubocz po jej północno-wschodniej stronie oraz dolne partie Huncowskiej Uboczy po stronie południowo-zachodniej. W tych ostatnich znajduje się jeszcze niewybitna Huncowska Kazalnica (1202 m).
W wierzchołku Rakuskiej Czuby od Rakuskiej Grani odgałęzia się na północny wschód Folwarska Grań. Pomiędzy nią a właściwą Rakuską Grań wcina się Wielki Żleb Rakuski, niżej pod grzbiet podchodzi zaś Mały Żleb Rakuski. Pod górną część grani między Rakuską Przełęczą a Rakuską Czubą podchodzą od północy, z Doliny Zielonej Kieżmarskiej, dwa żleby: Zadni Lendacki Żleb i Skrajny Lendacki Żleb.
Granią na żadnym odcinku nie wiodą szlaki turystyczne, przecinają ją jednak w trzech miejscach.
Nazwy grani i obiektów w niej położonych pochodzą od podtatrzańskiej wsi Rakusy (Rakúsy). Nie ma żadnego powszechnie stosowanego słowackiego określenia dla tego odcinka grani.

## Szlaki turystyczne
– znakowana czerwono Magistrala Tatrzańska z Doliny Łomnickiej przez Huncowską Ubocz na Rakuski Przechód, z przełęczy w dół nad Zielony Staw Kieżmarski.
- Czas przejścia od Schroniska Łomnickiego na Rakuski Przechód: 1:20 h w obie strony
- Czas przejścia z przełęczy do schroniska nad Zielonym Stawem: 45 min, ↑ 1:35 h

  – niebieski szlak od pośredniej stacji kolei linowej na Łomnicę (stacja „Start”) przez Rakuską Polanę na Niżnią Rakuską Przełęcz, a stąd w dół do Doliny Łomnickiej nad Łomnicki Staw. Szlak przecina Rakuską Grań dwukrotnie: najpierw w jej niskich partiach poniżej Małej Rakuskiej Czuby, potem w siodle Niżniej Rakuskiej Przełęczy.
- Czas przejścia od stacji kolejki na Rakuską Polanę: 1:30 h, ↓ 1 h
- Czas przejścia z polany przez przełęcz nad Łomnicki Staw: 1:30 h, ↓ 1 h